# Castillo Hirosaki

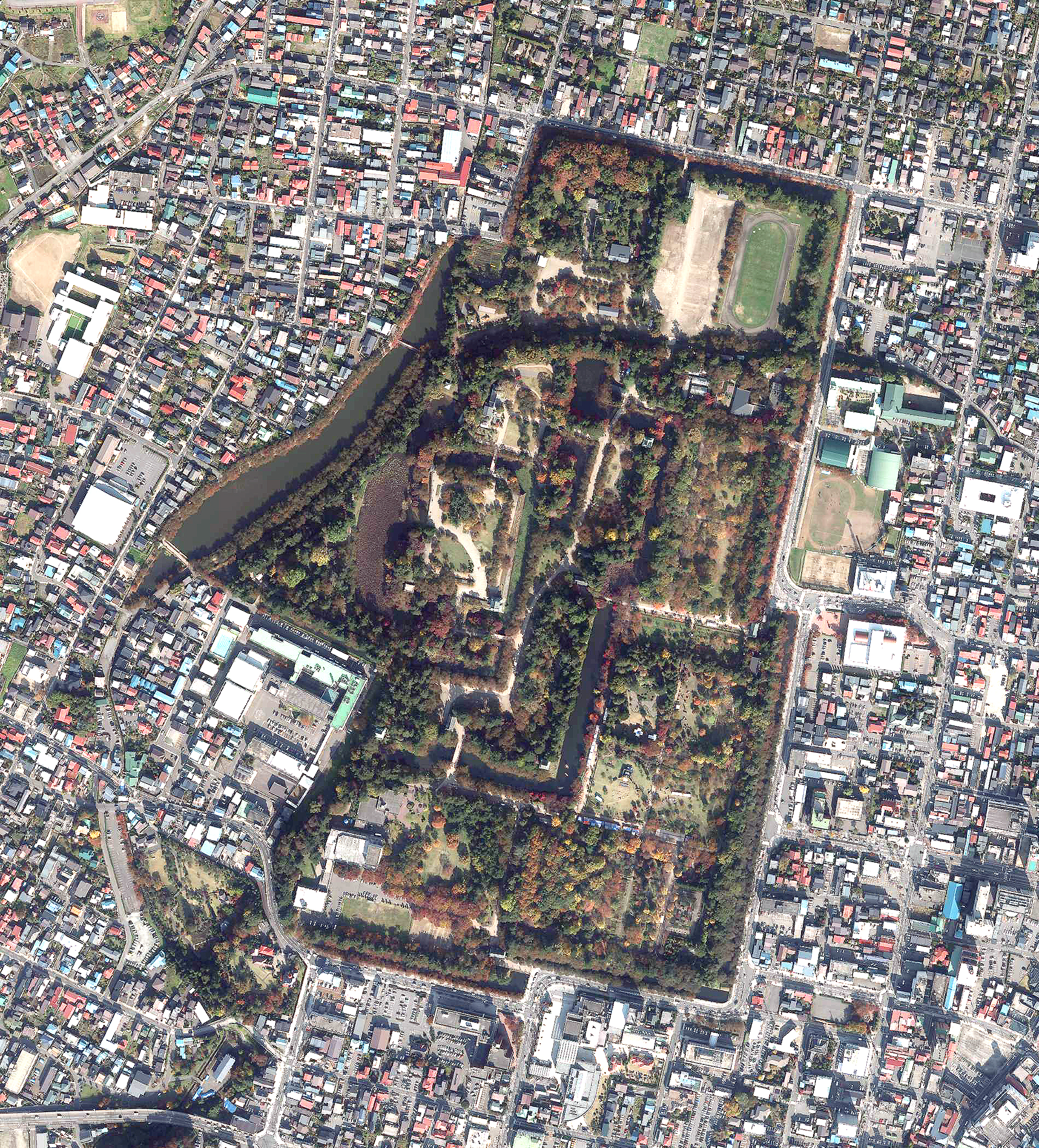
Vista aérea del castillo

El Castillo Hirosaki (弘前城 Hirosaki-jō?) es un castillo japonés del siglo XVII ubicado en la ciudad de Hirosaki, prefectura de Aomori en Japón. Fue construido en 1611 por el clan Tsugaru. 
Actualmente el castillo consta de un edificio principal de 3 niveles, el foso, la puerta y algunas yagura, ya sean las originales o una reconstrucción moderna.